# Kariat Arekmane
Kariat Arekmane (arabiska: قرية اركمان) är en ort i Marocko, som i folkräkningen räknas som stad i landskommunen Arekmane. Den ligger i provinsen Nador och regionen Oriental, 400 km öster om huvudstaden Rabat. Antalet invånare var 5 387 vid folkräkningen 2014.